# 2018年平昌オリンピックのアゼルバイジャン選手団
2018年平昌オリンピックのアゼルバイジャン選手団（2018ねんピョンチャンオリンピックのアゼルバイジャンせんしゅだん）は、2018年2月9日から25日まで大韓民国江原道平昌で開催された2018年平昌オリンピックのアゼルバイジャン選手団の名簿、及びその競技結果。

## 選手団
- 人員: 選手 1人
- 開会式旗手: パトリック・ブラシュナー

## 種目別選手・スタッフ名簿及び成績

### アルペンスキー
- パトリック・ブラシュナー（男子回転）途中棄権